# Julie Ofsoski
Julie Ofsoski (4 de abril de 1973) é uma basquetebolista neozelandesa.

## Carreira
Julie Ofsoski integrou a Seleção Neozelandesa de Basquetebol Feminino em Atenas 2004, terminando na oitava posição.